# Austribalonius horridus
Austribalonius horridus – gatunek kosarza z podrzędu Laniatores i rodziny Podoctidae. Jedyny znany przedstawiciel monotypowego rodzaju Austribalonius.